# 2017年普埃布拉州地震
2017年9月19日上午11点14分（北美中部时区），墨西哥普埃布拉州发生矩震级（Mw）7.1级地震，震源深度约51千米。据美国地质调查局，本次地震最大烈度达到8（VIII）度。。
此次地震，剛好是1985年墨西哥城大地震發生後的32周年。在地震發生的數小時前，當地民眾還正在進行地震防災演習。

## 背景

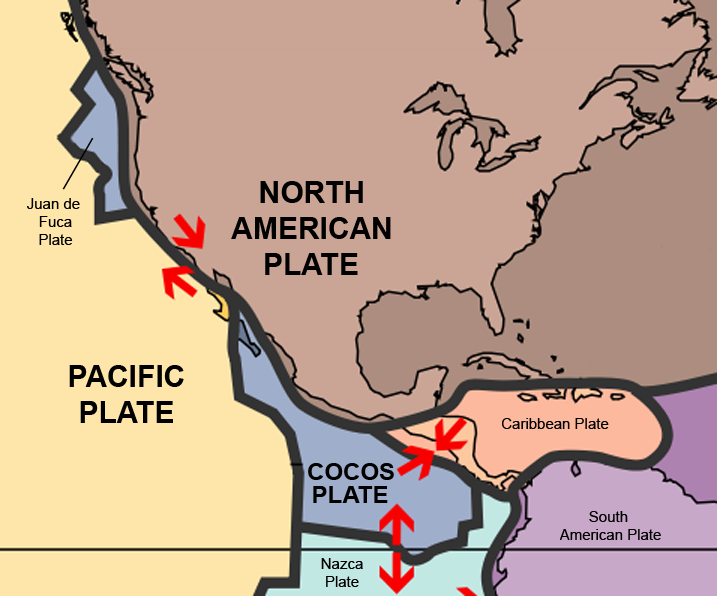
墨西哥断层示意图。从中可见北美大陆大部分地区和中美洲，墨西哥位于图的中下方，科科斯板块的右侧。

墨西哥是世界上地震最为活跃的地区之一，坐落在多个地壳板块交汇点上。科科斯板块和北美洲板块连同太平洋墨西哥海岸构成隐没带，足够产生大型地震。加上里维拉板块和加勒比海板块边缘活动的共同作用，造该国平均每日就会经历40次地震.。墨西哥城建基于土质松软的干河床，放大了此次大地震造成的破坏。
普埃布拉地震发生不到两周前的9月7日，墨西哥恰帕斯州曾发生地震，但是两次的震中相隔650公里，所以本次地震并非恰帕斯的余震。第二次地震发生后，曾有过两次地震存在关联的可能性调查。大地震将“静态压力”转移到相邻断层，会增加地震活动的长期风险，但是这只有断裂长度距离是原本的四倍才有可能。9月19日的地震中，由于两次地震间距离超出预期最大值400公里，所以静态压力转移并不在考虑之内。地震波的传播影响其他断层，“动态触发”可能发生在更远的距离，但一般只出现在地震触发的数小时或数天之内，12天的间隔确实很难解释。
9月19日是造成约1万人死亡的1985年墨西哥城大地震的纪念日。每逢这天的上午11点，政府都会利用墨西哥城各地的公共扬声器举行全国性地震演习，2017年的演习定于在地震发生前两小时的11点举行。

## 余震
- 震级地震图
- 截至9月22日的地震图
红色标记表明主震
- 余震数量

## 机构反应
- 墨西哥：墨西哥地震局（英语：National Seismological Service）（SSN）测定本次地震规模为6.8級，后修订为7.1级。[5]

- 美国：美国地质调查局（USGS）测定本次地震震中位于北纬18.584度，西经98.399度。地震规模为矩震级（Mw）7.1级，震源深度约51千米。[12]

- 中华人民共和国：中国地震台网（CEIC）正式测定本次地震震中位于北纬18.58度，西经98.47度。地震规模为7.1级，震源深度约50千米。[13]

- 日本：日本气象厅（JMA）测定本次地震震中位于美洲中部（北纬18.58度，西经98.40度）。地震规模为矩震级7.1级，震源深度51千米。[14]

## 震后影响

### 民间行动
被足球迷称为“小豌豆”的墨西哥足球运动员哈维尔·埃尔南德斯于地震发生当日在网上为自己祖国人民发起了募捐。截至2017年9月25日，已经有超过4000人参与其中，筹得资金超过20万美元。
2020年10月，一所私立小学的校长因违规建筑导致部分建筑崩塌时，压死19名学童和7名成人，被墨西哥法院以过失杀人罪判处31年有期徒刑。并下令她向受害者家属支付总额1150万比索的赔偿金。